# أليسين
أليسين هو مركب كبريت عضوي صيغته C6H10OS2، وهو يوجد طبيعياً في الثوم. يوجد في الشروط القياسية على شكل سائل عديم اللون، وهو كيميائياً ثيوإستر من حمض السلفنيك، ويعرف أيضاً باسم ثيوسلفينات الأليل.

## الوفرة الطبيعية والتحضير
درس المركب لأول مرة سنة 1944؛ وهو المسؤول عن الرائحة الصادرة عند هرس أو تقطيع الثوم الطازج، وذلك عندما يقوم الإنزيم ألييناز (Alliinase) بتحويل الأليين إلى أليسين.
يتم التحول عبر تشكل حمض أليل السلفنيك،والذي يؤدي تكاثفه إلى الحصول على الأليسين:

يتحول الأليين (1) بفعل إنزيم الألييناز إلى حمض أليل السلفنيك (2) بالإضافة إلى مركب ديهيدروألانين (3)، والذي يتفكك إلى الأمونيا وحمض البيروفيك.

تحضير الأليسين من تفاعل تكاثف بين جزيئتين من حمض أليل السلفنيك

ويحضر الأخير من أكسدة ثنائي كبريتيد ثنائي الأليل.

## الخواص
يوجد المركب في الشروط القياسية على شكل سائل زيتي عديم اللون، قد يبدو مصفراً في بعض الأحيان، وهو يمكن أن يمتزج مع الماء، كما يمتزج مع الإيثانول وثنائي إيثيل الإيثر. يحوي الأليسين على مجموعة ثيوسلفينات R-S(O)-S-R، وهو من المركبات اليدوية، إلا أنه يوجد طبيعياً على شكل مزيج راسيمي.

## الوظيفة الحيوية
يمكن أن تعزى الفعالية الحيوية للمركب إلى نشاطه المضاد للتأكسد، وإلى تفاعله مع البروتينات الحاوية على مجموعات ثيول.